# El bufón Calabacillas (1626-1633)
El Bufón Calabacillas del Museo de Arte de Cleveland (Ohio, Estados Unidos) es una pintura al óleo sobre lienzo atribuida a Velázquez.

## Historia
El cuadro, posiblemente procedente del Palacio del Buen Retiro, de donde pudo salir con ocasión de la invasión francesa después de 1808, se expuso en 1866 en la Exposición retrospectiva de París, cuando era propiedad del duque de Persigny. Tras sucesivos cambios de propiedad salió a subasta en 1965 en Christie's de Londres por 170.000 guineas. En el Museo de Cleveland desde 1965.

## Debate sobre la autoría
Atribuido a Velázquez por razones estilísticas, José López-Rey apuntó semejanzas en el tratamiento del rostro, a la vez nervioso y conciso, con el del dios Baco, datando la obra hacia 1628-1629 y, en todo caso, antes del primer viaje del pintor a Italia (agosto de 1629). Al mismo tiempo López-Rey defendió la identificación de este retrato con el que se mencionaba en el inventario del Palacio del Buen Retiro de 1701, junto a otros cinco retratos de bufones y hombres de placer, como «Ottro [retrato] del mismo tamaño y calidades de Calabaçillas, con Vn retratto en la mano y Vn Villete en la ottra». El problema que plantea el hecho de que el bufón de Cleveland no lleve en la mano un «billete» o carta sino un molinete podría explicarse por un error de transcripción del copista, según López-Rey, a la vista de una enmienda hecha en el inventario de 1789 del mismo palacio, sobre el número 178, que decía: «Retrato de Velasquillo el bufón y el inventario antiguo dice ser de Calavacillas, con un retrato en la mano y un reguilete». Un reguilete, de todos modos, como apunta Julián Gállego, tampoco sería un molinillo de papel, sino una flechilla o banderilla, pero Antonio Ponz en su visita al Buen Retiro aludió precisamente al molinillo en el único de los cuadros de bufones conservados allí del que ofrecía una descripción, aunque con alguna duda en la atribución a Velázquez, al anotar que en una pequeña pieza que servía de antecámara y en la inmediata donde se encontraban algunos cuadros, «el de un bufón divertido con un molinillo de papel y algunos más, son del gusto de Velázquez».
La autoría velazqueña y la identificación con el mencionado lienzo del Palacio del Buen Retiro ha sido discutida por Elizabeth du Gué Trapier, Leo Steinberg —que atribuyó el lienzo a Alonso Cano— y Jonathan Brown, entre otros, señalando la diferencia de medidas con las que se indicaban en los antiguos inventarios —dos varas y media de alto, algo más de dos metros—, el escote de la dama pintada en el retrato de bolsillo que lleva el bufón, que se ha dicho correspondería al reinado de Carlos II, lo que se ha querido explicar como una adición posterior, desmentida por los estudios hechos en el propio museo, o el hecho de que el bufón llamado Calabacillas no entrara al servicio de Felipe IV hasta 1632, lo que unido a las fechas de construcción del Palacio del Buen Retiro impediría que el cuadro se hubiese pintado en las fechas propuestas y antes del viaje de Velázquez a Italia, como sugiere la técnica de pinceladas homogéneas empleada en su ejecución. Pero en relación con esto último, se ha de tener presente que la superficie del lienzo resultó barrida a consecuencia de una antigua operación de reentelado; y no cabría descartar, por otro lado, que el personaje retratado fuese, como indica el inventario de 1789, el bufón Velasquillo, documentándose en 1637 a un bufón de nombre Cristóbal Velázquez en una relación de personas al servicio de la corte. Últimamente, reafirmándose en su rechazo a la autoría velazqueña, Jonathan Brown apunta, como razones estilísticas, lo inusual del marco arquitectónico, «algo amorfo», la pincelada uniforme y la torpe ejecución de algunas partes del lienzo como la mano derecha con la que sujeta el retrato.

## Descripción
El personaje retratado, de cuerpo entero y vestido con terciopelo de raso negro, con acusado estrabismo y piernas inestables, lleva en la mano izquierda un molinillo de papel, símbolo de la locura en Cesare Ripa, y con sonrisa bobalicona muestra al espectador en la mano derecha un pequeño retrato femenino en marco oval. Aparece retratado en un interior palaciego, delante de un zócalo sobre el que se levanta una pilastra a la izquierda, con una silla de tijera y asiento de cuero como único mobiliario.
De tratarse de Juan Calabazas, llamado Calabacillas y El bizco, sería una de las tres ocasiones en las que Velázquez habría retratado a este bufón o truhan, del que existe otro retrato en el Museo del Prado —y la diferencia de edad entre ellos se ha invocado en contra de ese reconocimiento— e información documental relativa a un retrato perdido en el que aparecía «calabaças con un turbante», inventariado en 1642 y 1655 en la colección de Diego Messía, marqués de Leganés. Juan Calabazas aparece documentado por primera vez en 1630, al servicio del cardenal-infante Fernando de Austria; desde 1632 y hasta su muerte, en octubre de 1639, estuvo al servicio de Felipe IV, gozando de excelente reputación a juzgar por el elevado sueldo y ración que percibía además de disfrutar de carruaje, mula y acémila.